# Solomys spriggsarum
Solomys spriggsarum is een fossiel knaagdier uit het geslacht Solomys dat gevonden is op het Papoea-Nieuw-Guineese eiland Buka. De oudste fossielen van deze soort komen uit het Laat-Pleistoceen (zo'n 20.000 jaar geleden); het dier is waarschijnlijk tussen 4510 v.Chr. en 90 n.Chr. uitgestorven. Van dit dier zijn in totaal honderddrieënzeventig kaakfragmenten bekend. Het dier is benoemd naar Dr. Matthew Spriggs, die veel werk heeft verricht met betrekking tot de prehistorie van de Melanesische eilanden, en zijn vrouw Ruth Saovana, die uit het noorden van Bougainville komt en haar man veel heeft geholpen bij hun werk. Deze rat leefde waarschijnlijk op de grond.
De drie kiezen zijn samen 10,7 tot 13,0 millimeter lang. De eerste bovenkies is 4,4 tot 5,4 bij 3,0 tot 3,5 millimeter groot. Het diasteem (het gat tussen de hoektanden en de kiezen) is 6,4 tot 10,5 millimeter lang. Na S. ponceleti is S. spriggsarum de grootste soort van het geslacht. Deze soort heeft simpelere kiezen en een beter ontwikkelde knobbel voor de hoektand op de onderkies. Het palatum gaat verder naar achteren door.
Solomys ponceleti · Solomys salamonis · Solomys salebrosus · Solomys sapientis · Solomys spriggsarum